# Volić Mali (Viško otočje)
Volić Mali je hrid u Viškom otočju, sjeverno od grada Visa, oko 500 metara od obale otoka Visa. Oko 150 metara prema sjeveroistoku je veća hrid, Volić Veli.
Površina hridi iznosi 627 m2, a iz mora se uzdiže oko 1 metar.